# Valguarnera Caropepe
Valguarnera Caropepe is een gemeente in de Italiaanse provincie Enna (regio Sicilië) en telt 8557 inwoners (31-12-2004). De oppervlakte bedraagt 9,3 km², de bevolkingsdichtheid is 920 inwoners per km².

## Demografie
Valguarnera Caropepe telt ongeveer 3243 huishoudens. Het aantal inwoners daalde in de periode 1991-2001 met 5,7% volgens cijfers uit de tienjaarlijkse volkstellingen van ISTAT.
| Jaar | Inwoneraantal |
| ---- | ------------- |
| 1991 | 9171          |
| 2001 | 8649          |

## Geografie
De gemeente ligt op ongeveer 590 m boven zeeniveau.
Valguarnera Caropepe grenst aan de volgende gemeenten: Assoro, Enna, Piazza Armerina.
Agira · Aidone · Assoro · Barrafranca · Calascibetta · Catenanuova · Centuripe · Cerami · Enna · Gagliano Castelferrato · Leonforte · Nicosia · Nissoria · Piazza Armerina · Pietraperzia · Regalbuto · Sperlinga · Troina · Valguarnera Caropepe · Villarosa
1. ↑  http://dati.istat.it/Index.aspx?QueryId=18566; Istituto Nazionale di Statistica.